# Omar Ghalawandschi
Omar Ibrahim Ghalawandschi (arabisch عمر إبراهيم غلاونجي, DMG ʿUmar Ibrāhīm Ġalāwanǧī; * 1954 in Tartous) ist Stellvertretender Ministerpräsident für Dienstleistungsangelegenheiten Syriens und war im August 2012 übergangsweise syrischer Premierminister. 

## Leben
Ghalawandschi ist studierter Bauingenieur. Der sunnitische Muslim ist seit 2011 Minister für örtliche Administration, zuvor diente er seit dem 18. September 2008 als Minister für Behausung und Aufbau. Nach Überlaufen von Ministerpräsident Riyad Farid Hidschab zur Opposition am 6. August 2012 wurde er damit beauftragt, die Übergangsregierung zu leiten. Am 9. August wurde Wael Nader al-Halki zum Ministerpräsidenten ernannt. 
Ghalawandschi ist Vater dreier Töchter und eines Sohns.